# Fabronia goughii
Fabronia goughii är en bladmossart som beskrevs av Mitten 1859. Fabronia goughii ingår i släktet Fabronia och familjen Fabroniaceae. Inga underarter finns listade i Catalogue of Life.